# Eviota bilunula
Eviota bilunula, tên thông thường là crescent dwarfgoby, là một loài cá biển thuộc chi Eviota trong họ Cá bống trắng. Loài này được mô tả lần đầu tiên vào năm 2016.

## Từ nguyên
Từ bilunula trong danh pháp của E. bilunula được ghép từ 2 âm tiết trong tiếng Hy Lạp: bi ("hai") và lunula ("trăng non"), ám chỉ hai đốm hình lưỡi liềm bên dưới vây ngực.

## Phạm vi phân bố và môi trường sống
E. bilunula mới chỉ được tìm thấy ở vùng biển ngoài khơi phía đông bắc của đảo Viti Levu (Fiji). Loài cá này được thu thập ở độ sâu 13,5 m.

## Mô tả
Chiều dài cơ thể tối đa được ghi nhận ở E. bilunula là gần 1,1 cm. Đầu và thân trong mờ với các dải sọc màu đỏ và đốm màu xám bạc. Một dải màu đỏ dọc theo cột sống, từ sau mắt và má, lan rộng ở qua bụng và hẹp dần về phía sau; rìa trên của dải đỏ này có 7 đốm màu bạc. Năm vạch màu đỏ mờ dọc theo cột sống, trải dài từ gốc vây hậu môn đến gốc vây đuôi. Các chấm nhỏ màu đỏ chạy dọc sống lưng đến gốc vây đuôi. Thân dưới có 8 đốm tròn màu trắng, nhỏ dần từ gốc vây ngực đến cuống đuôi. Gốc vây ngực có một đốm trắng lớn ở nửa dưới. Các vệt đốm màu trắng với chấm đen li ti bao phủ khắp đầu và sau mắt. Vây trong suốt, có nhiều chấm đen và đỏ.
Số gai ở vây lưng: 7; Số tia vây ở vây lưng: 7 - 8; Số gai ở vây hậu môn: 1; Số tia vây ở vây hậu môn: 7; Số gai ở vây bụng: 1; Số tia vây ở vây bụng: 5.